# NGC 36
Az NGC 36 egy spirálgalaxis a Pisces (Halak) csillagképben.

## Felfedezése
Az NGC 36 galaxist William Herschel fedezte fel 1785. október 25-én.

## Tudományos adatok
A galaxis 6030 km/s sebességgel távolodik tőlünk.